# Eddie Costa
Edwin James Costa (Atlas, Pensilvania, 14 de agosto de 1930 - Nueva York, 28 de julio de 1962) fue un pianista y vibrafonista estadounidense de jazz.

## Historial
Inicia su carrera en 1948, con el grupo de Joe Venuti, y después, con los de Tal Farlow y Kai Winding, entre otros. Se convierte en un reputado músico de sesión, entre los años 1956 y 1962, siendo destacado por Down Beat como la más destacada de las jóvenes promesas del año 1957. En este periodo, además, grabará varios discos como líder de su propio trío, o con músicos como Phil Woods o Art Farmer; en 1958 realizó su primer disco como vibrafonista, junto al pianista Bill Evans. Permaneció después dos temporadas en la big band de Woody Herman (1958-59), tocó varias veces con Coleman Hawkins y grabó su último disco en trío, antes de fallecer en un accidente, en 1962.

## Estilo
Su técnica fluida y poderosa, provenía claramente de la influencia de la época swing, especialmente del estilo de Jess Stacy, con muchas reminiscencias barrelhouse.

## Discografía

### Como líder
- Eddie Costa Quintet (1958) con Art Farmer, Phil Woods.
- Guys and Dolls Like Vibes (Coral/Verve, 1958) con Bill Evans, Wendell Marshall, Paul Motian.
- Eddie Costa/Vinnie Burke Trio (1956, reeditado por Fresh Sound Records) con Nick Stabulas.
- The Complete Trio Recordings (Lonehill Jazz, 1956) con Vinnie Burke, Wendell Marshall, Nick Stabulas, Paul Motian.
- Eddie Costa & Sal Salvador Quartet - The Complete Studio Recordings (Lonehill Jazz, 1954–57) con Eddie Bert, Frank Socolow, Bill Crow, Joe Morello, Jimmy Campbell.

### Como acompañante
- Astor Piazzolla: Take Me Dancing! The Latin Rhythms of Astor Piazzolla (Tico, 1959).
- Gunther Schuller: Jazz Abstractions (Atlantic, 1961).
- Gil Evans: Into the Hot (Impulse!, 1961).
- Shelly Manne - 2-3-4 (Impulse!, 1962).
- Tal Farlow: First Set (Xanadu, 1956), reeditado en los recopilatorios Jazz Masters 41 (Verve)/ Finest Hour (Verve).
- Coleman Hawkins: The Hawk Swings (1960, reeditado por Fresh Sound Records).
- Michel Legrand: Legrand Jazz (Philips, 1958).
- Herbie Mann: Yardbird Suite (Savoy, 1957).
- Oscar Pettiford: Discoveries (Savoy, 1952–57).
- Clark Terry: Mellow Moods (Prestige, 1961–62).
- Phil Woods: Young Woods (1956, reeditado por Fresh Sound Records).
- Curtis Fuller: Cabin in the Sky (Impulse!]], 1962).